# Saint-Jouin-Bruneval
Saint-Jouin-Bruneval ist eine französische Gemeinde mit 1822 Einwohnern (Stand 1. Januar 2022) im Département Seine-Maritime in der Region Normandie. Sie gehört zum Arrondissement Le Havre und ist Mitglied im Gemeindeverband Le Havre Seine Métropole. Die Bewohner werden Saint-Jouinais und Saint-Jouinaises genannt.

## Geographie
Saint-Jouin liegt in der Naturregion Pays de Caux, etwa 17 Kilometer nordnordöstlich von Le Havre am Ärmelkanal. Auf seinem Gebiet liegt Antifer, ein großes Ölterminal an der Küste, das von 1973 bis 1975 gebaut wurde. Dieses Terminal gehört zum Grand port maritime du Havre. Es kann Supertanker von bis zu 600.000 t entladen und ist der zweitgrößte Ölhafen Frankreichs.
Umgeben wird Saint-Jouin-Bruneval von den acht Nachbargemeinden:
| Ärmelkanal                   | La Poterie-Cap-d’Antifer Sainte-Marie-au-Bosc | Beaurepaire          |
| Ärmelkanal                   | Kompassrose, die auf Nachbargemeinden zeigt   | Gonneville-la-Mallet |
| Cauville-sur-Mer Heuqueville | Mannevillette                                 | Saint-Martin-du-Bec  |

## Geschichte
1823 fusionierten die Gemeinden Saint-Jouin und Bruneval zu Saint-Jouin-Bruneval. Zwischen 1912 und 1950 nannte sich die Gemeinde Saint-Jouin-sur-Mer.

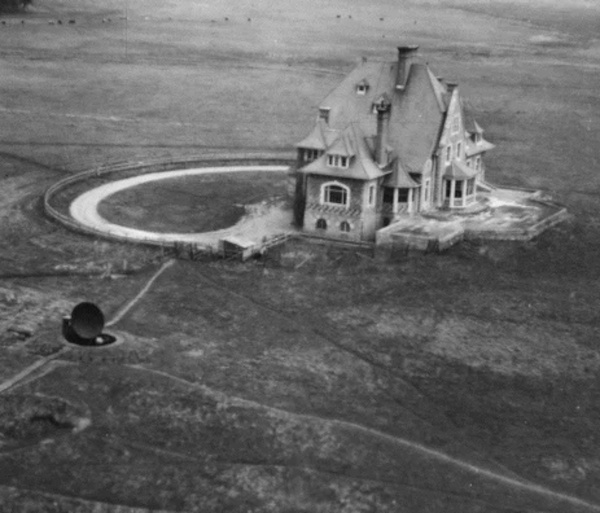
Haus in Bruneval mit dem Würzburg-Radar im Vordergrund (Luftbild vom Dezember 1941)

In der Nähe von Bruneval (französische Ortsbezeichnung La Poterie-Cap-d’Antifer) erbeutete ein britisches Kommando unter Mitwirkung französischer Résistance-Kämpfer am 27. Februar 1942 wichtige Bestandteile eines „Würzburg“-Radars der Wehrmacht. Bei der Operation Biting landeten die Truppen nachts mit Fallschirmen und überfielen die deutsche Stellung. Mit den demontierten Bauteilen und einem gefangenen Techniker kehrten die Soldaten in Booten nach England zurück.
Im Rahmen des Gedenkens an die Résistance war Bruneval Ort einer berühmten Rede von General Charles de Gaulle, die dieser am 30. März 1947 anlässlich der Enthüllung eines Denkmals dort hielt.

### Bevölkerungsentwicklung
| Jahr      | 1962 | 1968 | 1975 | 1982 | 1990 | 1999 | 2009 | 2020 |
| --------- | ---- | ---- | ---- | ---- | ---- | ---- | ---- | ---- |
| Einwohner | 817  | 880  | 913  | 1227 | 1437 | 1576 | 1823 | 1837 |

## Wirtschaft

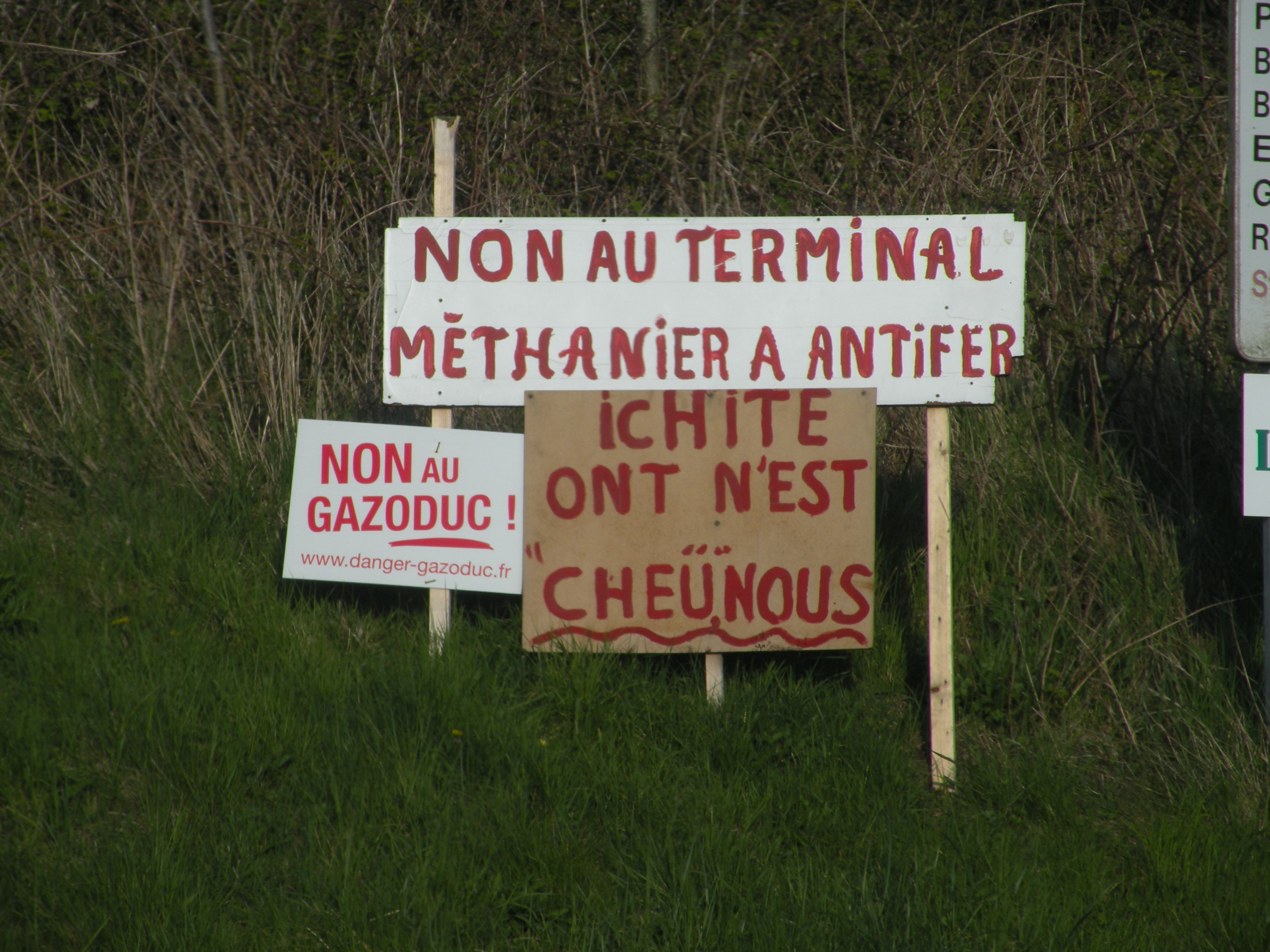
Plakate als Protest gegen den geplanten Bau eines Flüssiggasterminals

Zwischen 1967 und 1975 war der Suezkanal wegen der Spannungen im Nahen Osten geschlossen und Öltanker mussten die viel längere Route um das Kap der Guten Hoffnung wählen. Als Reaktion darauf wurden größere Tanker in Betrieb genommen, die allerdings zu viel Tiefgang aufwiesen, um den alten Hafen von Le Havre anzulaufen. Deshalb entschloss man sich für den Bau eines Vorhafens in Saint-Jouin-Bruneval. Die zeitliche Abfolge erwies sich jedoch als ungünstig, denn im Jahre der Eröffnung des Hochseehafens, wurde der Suezkanal, der für die neuen Supertanker grundsätzlich nicht passierbar ist, wieder geöffnet. Um die Auslastung des Hafens Saint-Jouin-Bruneval zu verbessern, wird geplant, diesen in eine Anlegestelle für Flüssiggastanker umzuwandeln. Dies wäre aber mit erneuten Umbauten und einer weiteren Vergrößerung verbunden, was bei einem Teil der lokalen Bevölkerung auf heftigen Widerstand stößt.

## Sehenswürdigkeiten
- Kirche Saint-Jouin (16. Jahrhundert)
- Château de La Marguerite (18. Jahrhundert)
- Château du Clos des Fées (bizarre Architektur)

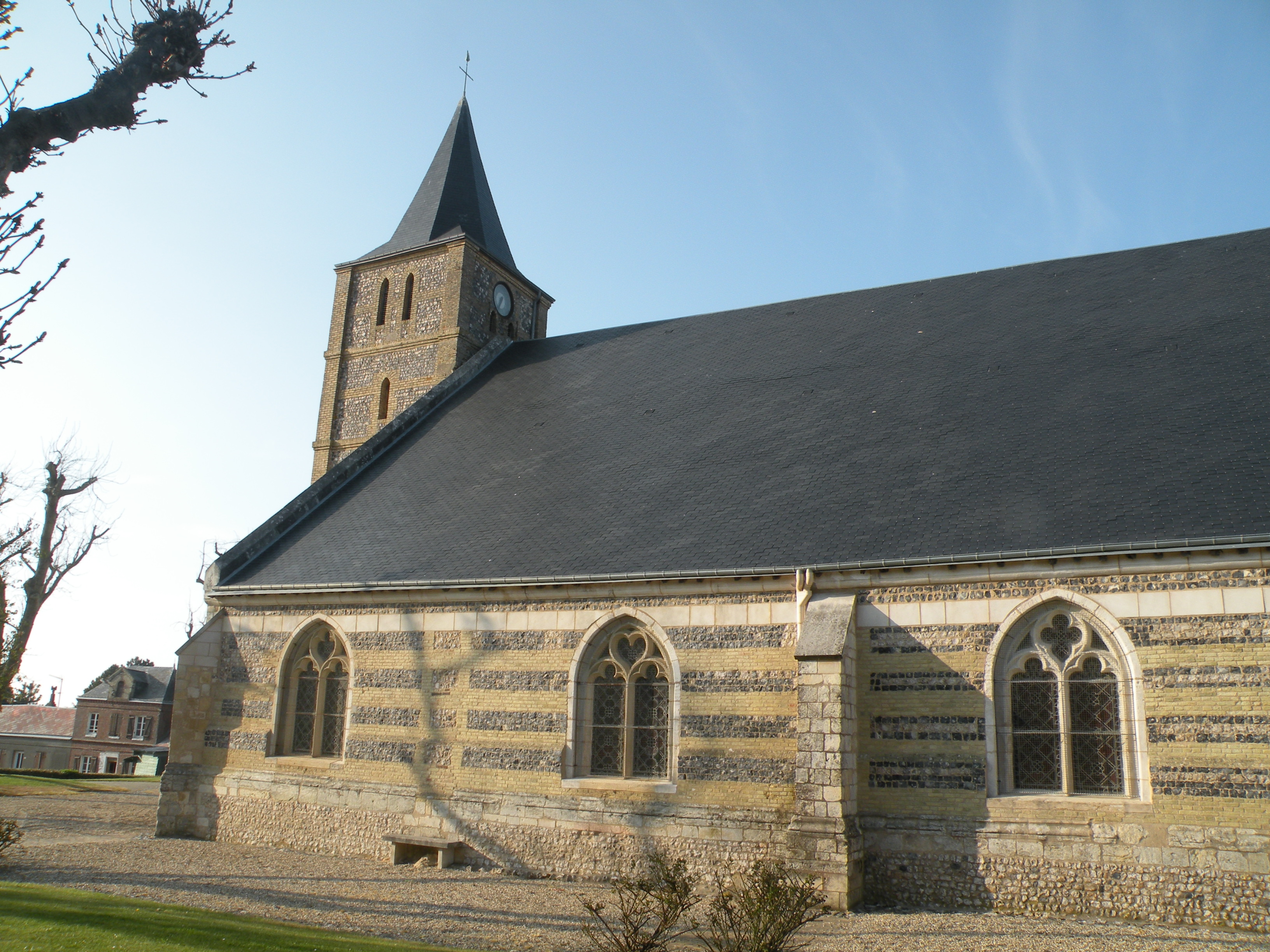
Kirche Saint-Jouin
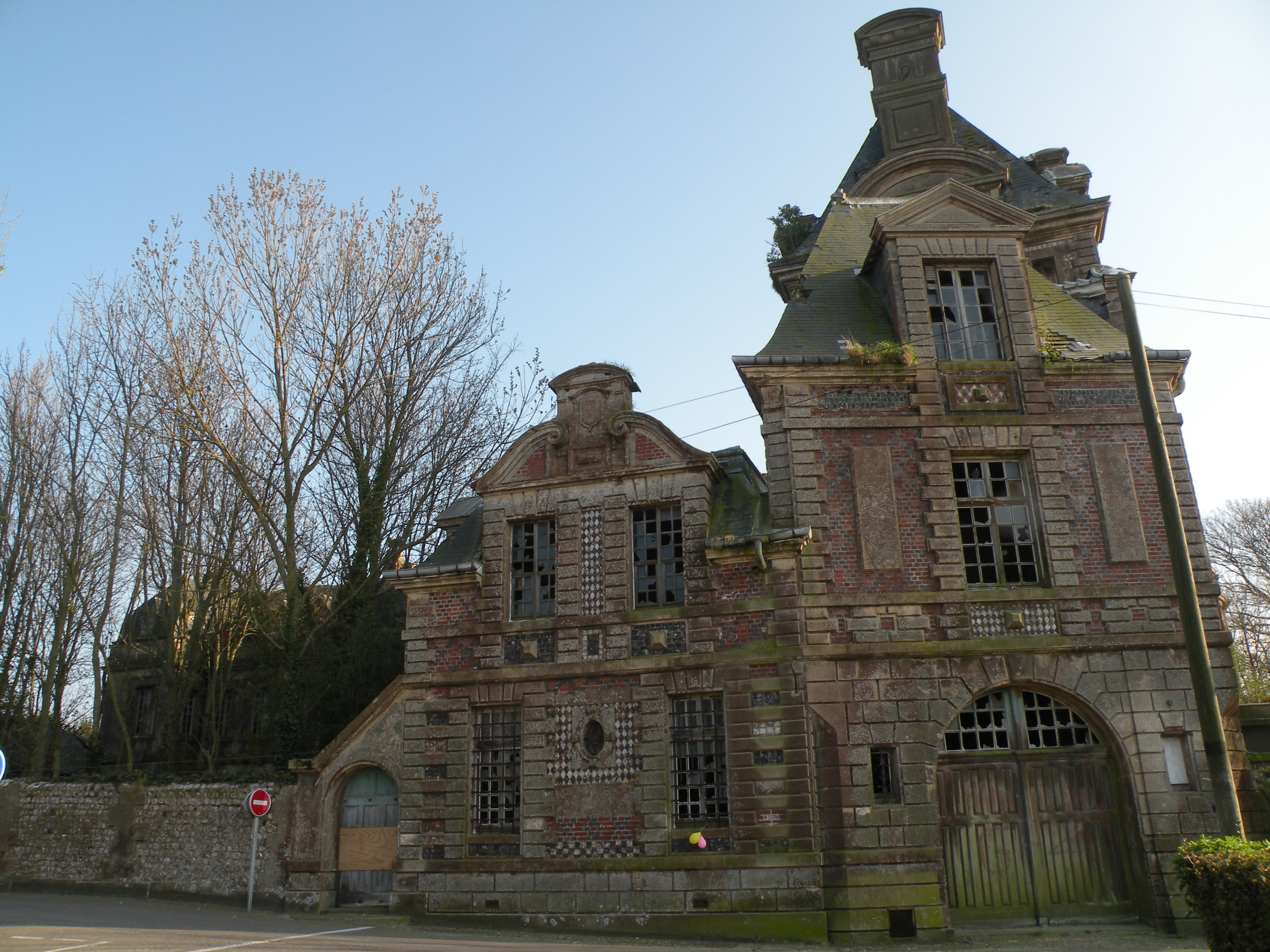
Schloss La Marguerite
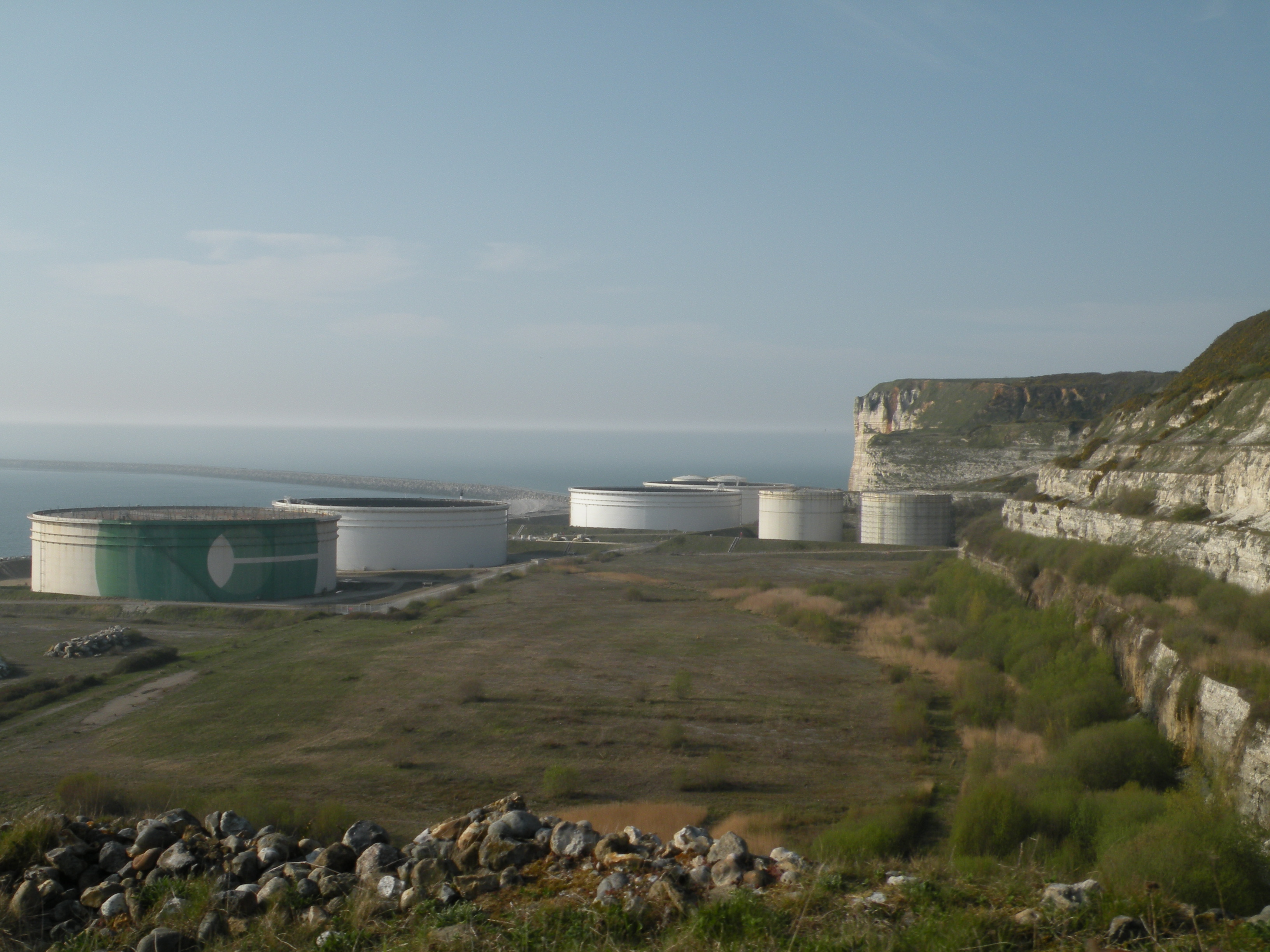
Erdölhafen von Antifer
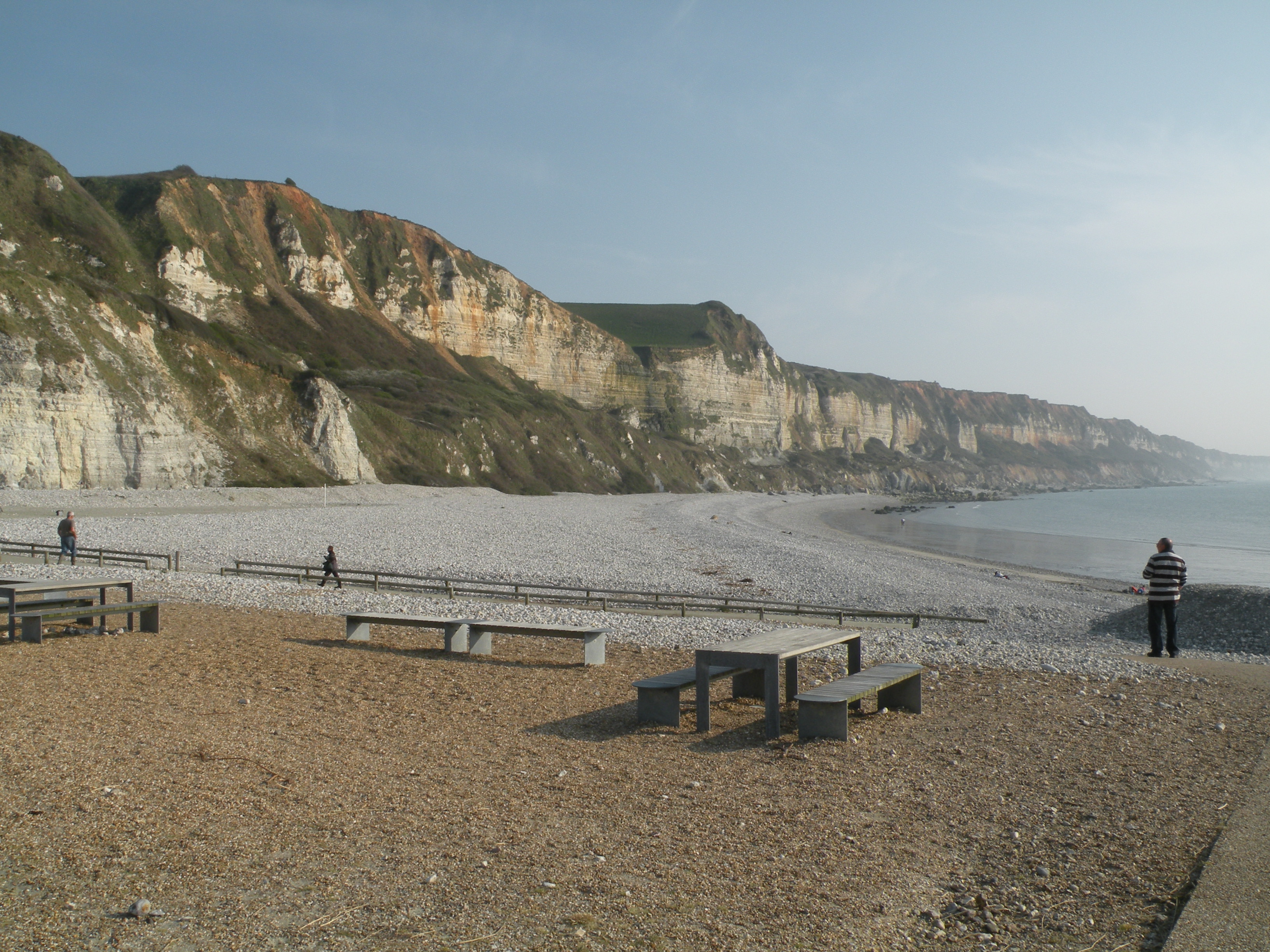
Strand von Saint-Jouin

## Ereignisse
- Fête patronale („Namenstag“) am ersten Sonntag im Juli.
- Am 24. Juni 2012 wurde anlässlich des 70. Jahrestages der Operation Biting die offizielle Einweihung des Mémorial de Bruneval durchgeführt. 30 Jahre zuvor war der 40. Jahrestag in großem Rahmen gefeiert worden; der damalige Staatspräsident François Mitterrand und Prinz Charles nahmen teil.